# Termindienst
Der Termindienst war ein Dienstleistungsangebot der Deutschen Bundesbahn, das in seiner Qualitätsstufe zwischen IC-Kurierdienst und Expreßdienst angesiedelt war. Unter diesem Namen führte die Bahn am 23. Januar 1984 dieses neue Produkt ein, das in Bezug auf Schnelligkeit, Ausgestaltung und Zuverlässigkeit folgende Anforderungen zu erfüllen hatte:
- Verbindung der Wirtschaftszentren,
- festgelegte kurze Beförderungszeiten von „abends auf frühmorgens“,
- Ankunftsgarantie („Fracht-zurück-Garantie“)
- transparente Bedingungen und Preise.

Unter Nutzung der schnellfahrenden Nachtreise- und Expreßgutzüge wurden zunächst 50, nach Ablauf der Einführungsphase am 2. Juli 1984 60 Bahnhöfe in das neue Angebot einbezogen.
Die Termingüter konnten auf diesen 60 Bahnhöfen montags bis freitags bis 17.30 Uhr (teilweise auch später) ausgeliefert werden. Sie wurden am nächsten Morgen bis spätestens 8 Uhr (in wenigen Einzelfällen bis 10 Uhr) dem Empfänger zur Abholung bereitgestellt. Ein-Stück-Sendungen durften bis 100 kg wiegen. Die Fracht konnte entweder vom Absender oder vom Empfänger bezahlt werden. Eine Sendung bis 10 kg beispielsweise kostete bei Selbstabholung 20,–DM, bei Zustellung 35,– DM. Die Bahn war mit der Entwicklung dieses Produkts zunächst zufrieden, stellte es aber im Juni 1990 mit der Einführung der GEP-Züge (Gepäck/Expressgut/Post), die nur noch zwischen 34 Güterbahnhöfen verkehrten, ein. Mit den GEP-Zügen konnte der Termindienst nicht mehr angeboten werden, weil die Laufzeiten der Waggons unpünktlich waren und somit nicht garantiert werden konnten. Das Angebot der GEP-Züge wurde 1998 eingestellt.
Der Termindienst war die Basis für die Gründung der Arbeitsgemeinschaft Deutscher Kurierdienste (ADK) (später GO!) im November 1984. Stadtkurierdienste konnten so im Wettbewerb zu den lokalen Angeboten „Post-Kurierdienst“ (seit 1983) und bundesweit „Data-Post“ (seit 1982) der Deutschen Bundespost, eilige Übernachttransporte „Overnight von Stadt zu Stadt“ günstig in Kooperation organisieren und somit aus dem Schatten als lokaler Transporteur heraustreten, bundesweit tätig werden und expandieren. Neben der ADK bildeten sich in Konkurrenz noch andere, kleinere Kurier-Kooperationen, die den Termindienst für sich nutzen konnten, wie United Couriers oder Overnight Parcel Courier (OPC).